# Bas-en-Basset
 Bas-en-Basset  es una comuna y población de Francia, en la región de Auvernia, departamento de Alto Loira, en el distrito de Yssingeaux. Es cabecera y mayor población del cantón homónimo.
Está integrada en la Communauté de communes de Rochebaron à Chalencon , de la que es la mayor población.

## Demografía
| 2178 | 2280 | 2303 | 2521 | 2955 | 3344 |
| Para los censos de 1962 a 1999 la población legal corresponde a la población sin duplicidades (Fuente: INSEE [Consultar]) |      |      |      |      |      |

Forma parte de la aglomeración urbana de Monistrol-sur-Loire.